# Schlei
Schlei (dan. Slien) – wąska, mała zatoka, w południowo-zachodniej części Morza Bałtyckiego, głęboko wcinająca się w ląd u wybrzeży północnych Niemiec, na terenie landu Szlezwik-Holsztyn. Rozciąga się na około 20 mil od Bałtyku nieopodal miast Kappeln i Arnis do miasta Szlezwik.
W średniowieczu na krańcu zatoki położone było największe nordyckie miasto czasów wikingów i jednocześnie najstarsze miasto duńskie – Hedeby, wspomniane w kronikach po raz pierwszy w 804 roku, w czasach późniejszych osada została opuszczona na rzecz miasta Szlezwik.